# Śmigło

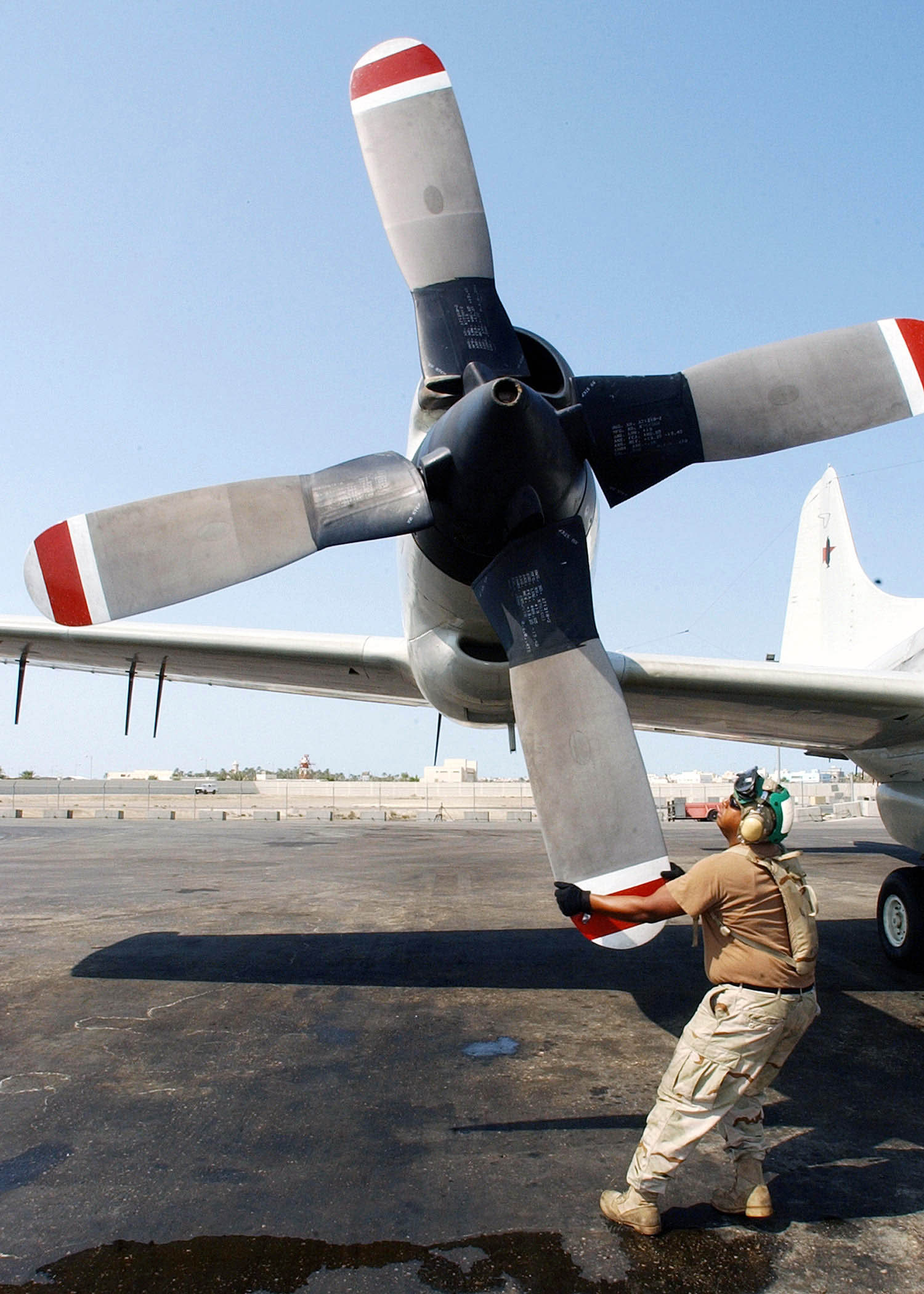
Śmigło Hamilton Standard 54H60

Pracujące śmigło samolotu ATR 72

Śmigło – urządzenie napędowe, przetwarzające energię w postaci momentu obrotowego na pracę ciągu. Zamiana ta jest efektem oddziaływania śmigła na ośrodek go opływający (w zastosowaniach lotniczych – powietrze). Po raz pierwszy zostało użyte jako śruba okrętowa do napędzania statków, a począwszy od 1903 roku służy do napędu statków powietrznych (do napędu sterowców szkieletowych od 1900 roku).

## Budowa
Tradycyjne śmigło składa się z łopat (od dwóch do sześciu) o profilu aerodynamicznym oraz piasty. Niektóre śmigła mają urządzenia do zmiany kąta natarcia (może być zmieniany ręcznie lub automatycznie tzw. skok śmigła), do ustawienia w tzw. chorągiewkę (po awarii silnika), do odladzania krawędzi natarcia.
Śmigła stosuje się do napędu samolotów, motoszybowców, poduszkowców, motolotni, motoparalotni  itp.
Sprawność śmigła zmienia się wraz z prędkością samolotu. Przy dużych prędkościach samolotu (ok. Ma=0,8) sprawność śmigła gwałtownie spada.
Śmigła mogą być wykonane z drewna (najczęściej klejone), metalu lub kompozytów.
W małych samolotach najczęściej są stosowane śmigła dwułopatowe, o stałym skoku, w większych (dla poprawienia sprawności) stosuje się śmigła o zmiennym skoku (pełna regulacja skoku śmigła i ustawienie w chorągiewkę) oraz spotyka się śmigła o większej liczbie łopat (od trzech do sześciu) i z reguły są to śmigła w pełni nastawne.  Śmigła o liczniejszych łopatach określane są jako wentylatory. Spotyka się również śmigła jednołopatowe.
W przypadku silnika tłokowego śmigło, posiadając duży moment bezwładności, pełni też rolę koła zamachowego.
Odpowiednikiem śmigła działającego w wodzie jest śruba okrętowa.

## Rodzaje śmigieł
W terminologii lotniczej są rozróżniane następujące rodzaje śmigieł:
- śmigło ciągnące – śmigło umieszczone przed statkiem powietrznym i silnikiem, ciągnące za sobą statek powietrzny,
- śmigło pchające – śmigło umieszczone za statkiem powietrznym i silnikiem, pchające statek powietrzny do przodu,
- śmigło poddźwiękowe – śmigło z łopatami przystosowanymi do pracy w zakresie poddźwiękowych prędkości lotu,
- śmigło przydźwiękowe – śmigło z łopatami przystosowanymi do pracy w zakresie przydźwiękowych prędkości lotu, charakteryzują się lekkim wygięciem łopat i ściętymi końcówkami,
- śmigło naddźwiękowe – śmigło, którego łopaty poruszają się z prędkością przekraczającą prędkość dźwięku, końcówki śmigła mogą być zakończone wingletem,
- śmigło otunelowane – śmigło naddźwiękowe osłonięte pierścieniem wokół łopat. W postaci rozbudowanej przybiera postać wentylatora jak np. w turbinowym silniku wentylatorowym,
- śmigło nastawne – śmigło, w którym kąt ustawienia łopat można regulować wyłącznie przed startem przy wyłączonym silniku,
- śmigło odwracalne – śmigło mające możliwość przestawienia łopat na ujemne kąty natarcia, dzięki czemu uzyskuje się ujemny ciąg skierowany w kierunku przeciwnym niż kierunek lotu, czyli efekt hamujący,
- śmigło przestawialne – śmigło, w którym łopaty mogą zmieniać kąt nastawienia podczas lotu, nazywane też śmigłem o zmiennym skoku,
- śmigło o stałych obrotach – śmigło przestawialne o łopatach przestawialnych automatycznie, co pozwala na zachowanie stałej prędkości obrotu śmigła niezależnie od warunków lotu nazywane też śmigłem samonastawnym,
- śmigło przeciwbieżne – śmigło umieszczone na wspólnej osi ze śmigłem o przeciwnym do niego kierunkiem obrotu. Układ taki znosi moment oporowy obu śmigieł oraz daje możliwość zamiany dużej mocy (np. silnika turbinowego) na ciąg,
- śmigło ogonowe – śmigło umieszczone na końcu belki ogonowej śmigłowca w celu zrównoważenia momentu oporowego wirnika głównego, służy też do sterowania kierunkowego śmigłowca.